# Mariana Torres
Mariana Torres (Angra dos Reis, 1981) é uma escritora brasileira radicada na Espanha. 
Mudou-se para Madri aos 7 anos de idade. Estudou na Escuela de Cine de Madrid e dirigiu em 2009 o curta-metragem Rascacielos. Participou das antologias Segunda Parábola de los Talentos (2012), Sólo cuento (2017) e Nuevas voces de ficción latinoamericana (2018). Em 2017, foi relacionada pela organização do Hay Festival (Bogotá39-2017) entre os 39 melhores novos autores de ficção da América Latina.

## Obras & Trabalhos
Obras
- 2015 - El Cuerpo Secreto (Páginas de Espuma)[5]